# Naka (schip, 1925)
Naka (Japans: 那珂) was een lichte kruiser van de Sendia-klasse, die dienst deed bij de Japanse Keizerlijke Marine van 1925 tot 1944.

## Ontwerp
Naka beschikte over vier turbines, die aangedreven werden door 10 ketels. Elke turbine had zijn eigen schacht, die niet in een gezamenlijke maar een eigen schoorsteen uitmondde. Het machinevermogen van Naka bedroeg 67.000kW, waarmee het een maximumsnelheid van 35,3 knopen kon halen. Bij een vaart van 14 knopen kon het schip een afstand van 9.000 kilometer afleggen.
De hoofdbewapening van de kruiser bedroeg zeven kanonnen van het kaliber 140 mm, ieder in zijn eigen geschuttoren. De luchtverdediging bestond uit twee 80 mm luchtafweergeschutkanonnen en enkele machinegeweren. Het schip had vier dubbelloopse torpedobuizen, waarmee torpedo's van 610 mm afgeschoten konden worden. Naka kon ook mijnen leggen, een taak die meestal voor een mijnenlegger was weggelegd. Het schip kon 48 mijnen meenemen.

## Dienst
Vanaf 26 november 1941 was Naka het vlaggenschip van het 4e torpedobootjagerflottielje. Rond de aanval op Pearl Harbor werd Naka ingezet rond de zuidelijke Filipijnen. Hier werd Naka licht beschadigd door een aanval van verschillende Amerikaanse militaire luchtvaartuigen.
In januari, februari en maart 1942 werd Naka ingezet rondom Nederlands-Indië. Hier escorteerde zij voornamelijk troeptransportschepen. Op 24 januari werd het schip aangevallen door de Nederlandse onderzeeboot Hr.Ms. K XVIII, die een salvo van vier torpedo's afvuurde die alle doel misten. Terwijl Naka en diverse torpedobootjagers de Nederlandse onderzeeboot zochten, werd het troeptransport blootgesteld aan de Amerikaanse torpedobootjagers USS Parrot, USS Pope, USS John D. Ford en USS Paul Jones, die erin slaagden enkele schepen tot zinken te brengen.

Op 27 februari 1942 speelde Naka een rol bij de Slag in de Javazee, een slag tussen het Amerikaanse, Britse, Nederlandse en Australische 'ABDA' eskader en de Japanse Keizerlijke Marine. Hier bracht het samen met haar torpedobootjagerflottielje de Nederlandse torpedobootjager Hr.Ms. Kortenaer tot zinken. Naka vuurde acht torpedo's af.
Op 14 maart 1942 werd Naka het vlaggenschip van de invasievloot die later Christmaseiland zal aanvallen. Op 31 maart vonden landingen plaats, waar weinig weerstand bij plaatsvond. Wel werd er een poging gedaan om Naka te torpederen door de Amerikaanse onderzeeboot USS Seawolf, die een salvo van vier torpedo's afvuurde die alle doel misten. De volgende dag probeerde de onderzeeboot het echter weer, ditmaal werden er twee torpedo's afgevuurd waarvaan één Naka op stuurboord raakte. Het schip raakte zwaar beschadigd en moest enkele maanden gerepareerd worden op Java.
Vanaf 30 april 1943 voerde Naka enkele troeptransporten uit. Op 23 oktober 1943 werd het tijdens een transport aangevallen door de Amerikaanse onderzeeboot USS Shad, die een salvo van 10 torpedo's afvuurde. Echter, geen van de torpedo's troffen noch Naka noch begeleidende kruisers en torpedobootjagers.
Op 5 november 1943 werd Naka licht beschadigd door enkele aanvallen van Amerikaanse bommenwerpers.
Op 17-18 februari 1944 werd Naka aangevallen door een Amerikaans vliegdekschipeskader, terwijl het de Japanse lichte kruiser Agano escorteerde. Het overleefde enkele aanvallen van bommenwerpers, maar werd later geraakt door een torpedo. Hierdoor werd het schip verlamd. Later werd het nogmaals het doel van Amerikaanse bommenwerpers, die het schip in tweeën braken. Ongeveer 240 bemanningsleden sneuvelden. Patrouilleschepen haalden ongeveer 210 bemanningsleden uit het water, waaronder de kapitein.